# 凡尔赛 (肯塔基州)
凡尔赛（英語：Versailles），是美国肯塔基州的一座城市。建立于1792年，面积约为11.4平方公里（4.4平方英里）。根据2010年美国人口普查，该市的人口为8,568人。